# Италия на летних Олимпийских играх 1928
Италия была представлена на летних Олимпийских играх 1928 года 174 спортсменами (156 мужчин, 18 женщин), выступившими в состязаниях по 15 видам спорта. Итальянская сборная завоевала 19 медалей (7 золотых, 5 серебряных и 7 бронзовых), что вывело её на 5 место в неофициальном командном зачёте.

## Медалисты
| Медаль  | Спортсмен | Вид спорта            | Дисциплина                               |
| ------- | --- | --------------------- | ---------------------------------------- |
| Золото  | Витторио Таманьини | Бокс                  | Мужчины, до 53,5 кг                      |
| Золото  | Карло Орланди | Бокс                  | Мужчины, до 61,2 кг                      |
| Золото  | Пьеро Тоскани | Бокс                  | Мужчины, до 72,6 кг                      |
| Золото  | Луиджи Тасселли Марко Каттанео Чезаре Фаччани Марио Лузиани | Велоспорт             | Мужчины, командная гонка                 |
| Золото  | Джулио Баслетта Марчелло Бертинетти Джанкарло Корнаджа-Медичи Карло Агостони Ренцо Миноли Франко Риккарди | Фехтование            | Мужчины, шпага, командное первенство     |
| Золото  | Уго Пиньотти Джулио Гаудини Джорджо Пессина Джоаккино Гваранья Оресте Пулити Джорджо Кьяваччи | Фехтование            | Мужчины, рапира, командное первенство    |
| Золото  | Валерио Перентин Джилианте д'Эсте Николо Виттори Джованни Делизе Ренато Петронио | Академическая гребля  | Мужчины, четвёрки распашные с рулевым    |
| Серебро | Бино Бини Оресте Пулити Джулио Саррокки Ренато Ансельми Эмилио Салафия Густаво Марци | Фехтование            | Мужчины, сабля, командное первенство     |
| Серебро | Ромео Нери | Спортивная гимнастика | Мужчины, перекладина                     |
| Серебро | Бьянка Амброзетти Лавинья Джанони Луиджина Джавотти Вирджиния Джорджи Джермана Малабарба Клара Марангони Луиджина Перверси Диана Пиццавини Луиза Танцини Каролина Тронкони Инес Верчези Рита Виттадини | Спортивная гимнастика | Женщины, командное первенство            |
| Серебро | Пьерино Габетти | Тяжёлая атлетика      | Мужчины, до 60 кг                        |
| Серебро | Карло Галимберти | Тяжёлая атлетика      | Мужчины, до 75 кг                        |
| Бронза  | Карло Каваньоли | Бокс                  | Мужчины, до 50,8 кг                      |
| Бронза  | Бино Бини | Фехтование            | Мужчины, сабля, личное первенство        |
| Бронза  | Джулио Гаудини | Фехтование            | Мужчины, рапира, личное первенство       |
| Бронза  | Эльвио Банкеро Вирджилио Феличе Левратто Пьетро Пасторе Джино Россетти Аттилио Феррарис Энрико Ривольта Феличе Газпери Альфредо Питто Пьетро Дженовези Антонио Янни Фульвио Бернардини Сильвио Пьетробони Андреа Вивиано Дельфо Беллини Умберто Калигарис Вирджинио Розетта Джампьеро Комби Джованни Де Пра Адольфо Балончери Марио Маньоцци Анджело Скьявио Валентино Дегани | Футбол                | Мужчины                                  |
| Бронза  | Чезаре Росси Пьетро Фрески Умберто Бонаде Паоло Дженнари | Академическая гребля  | Мужчины, четвёрки распашные без рулевого |
| Бронза  | Джованни Гоцци | Борьба                | Мужчины, греко-римский стиль, до 58 кг   |
| Бронза  | Джероламо Квалья | Борьба                | Мужчины, греко-римский стиль, до 62 кг   |

## Результаты соревнований

### Академическая гребля
Олимпийские соревнования по академической гребле проходили с 3 по 10 августа в деревне Слотен, которая расположена в 6 км к западу от центра Амстердама. В каждом заезде стартовали две лодки. Победитель заезда проходил в следующий раунд, а проигравшие на предварительном этапе попадали в отборочный раунд. Спортсмены, проигравшие два заезда, завершали борьбу за медали. Начиная с третьего раунда экипажи, уступавшие в заезде, выбывали из соревнований. Для определения бронзового призёра проводился заезд за 3-е место.
Мужчины
| Соревнование | Спортсмены                | Первый раунд                  | Отборочный заезд     | Второй раунд                   | Отборочный заезд     | Третий раунд         | Полуфинал                        | Финал                 | Место                |
| Соревнование | Спортсмены                | Соперник / Результат          | Соперник / Результат | Соперник / Результат           | Соперник / Результат | Соперник / Результат | Соперник / Результат             | Соперник / Результат  | Место                |
| ------------ | ------------------------- | ----------------------------- | -------------------- | ------------------------------ | -------------------- | -------------------- | -------------------------------- | --------------------- | -------------------- |
| одиночки     | Микеланджело Бернаскони   | без соперника 8:02,0 В        | не участвовал        | FRAВ. Сорен 9:10,2 П +32,0     | CANД. Райт DNF П     | завершил выступление | завершил выступление             | завершил выступление  | завершил выступление |
| двойки       | Ромео Систи Нино Больцони | Нидерланды · 8:12,2 · В −17,8 | не участвовали       | Швейцария · 7:21,4 OB · В −7,8 | не участвовали       | не проводится        | Великобритания · 7:16,8 · П +8,2 | За 3-е место          | 4                    |
| двойки       | Ромео Систи Нино Больцони | Нидерланды · 8:12,2 · В −17,8 | не участвовали       | Швейцария · 7:21,4 OB · В −7,8 | не участвовали       | не проводится        | Великобритания · 7:16,8 · П +8,2 | США · 7:24,4 · П +4,0 | 4                    |